# Cosmosoma voltumna
Cosmosoma voltumna là một loài bướm đêm thuộc phân họ Arctiinae, họ Erebidae.